# Lacurbs spinosa
Lacurbs spinosa is een hooiwagen uit de familie Biantidae.